# Mick Baxter
Michael John Baxter, più conosciuto con il diminutivo Mick Baxter (30 dicembre 1956 – gennaio 1989) è stato un calciatore inglese, di ruolo difensore.

## Biografia
É morto di cancro nel gennaio del 1989, all'età di 32 anni.

## Carriera
Esordisce tra i professionisti all'età di 18 anni con la maglia del Preston N.E., club della terza divisione inglese con cui già aveva giocato nelle giovanili. Trascorre quattro stagioni consecutive in questa categoria con la maglia dei Lilywhites, con cui in seguito gioca anche tre campionati consecutivi di seconda divisione, dal 1978 al 1981.
Nell'estate del 1981, dopo complessive 209 presenze e 17 reti in partite di campionato con il Preston, si trasferisce al Middlesbrough, club di prima divisione: qui, nel corso della stagione 1981-1982, realizza 2 reti in 40 presenze in massima serie; rimane poi al Boro anche nel biennio seguente, trascorso integralmente in seconda divisione, nel quale totalizza complessivamente 82 presenze e 2 reti in questa categoria. Nell'estate del 1984 si trasferisce al Portsmouth, in seconda divisione: di fatto non scende però mai in campo in partite ufficiali, ed a fine stagione si ritira, all'età di 29 anni.
In carriera ha totalizzato complessivamente 331 presenze e 21 reti nei campionati della Football League.